# Prinses Irenetunnel
De Prinses Irenetunnel was een tunnel in de Zuid-Hollandse stad Delft. De tunnel liep onder het spoor door, en was een belangrijke verkeersader voor verkeer tussen oost en west. De tunnel bevond zich net ten zuiden van de Stationsbuurt, waar het spoor op maaiveldniveau lag, en leidde het verkeer onder het spoor door. De tunnel had gescheiden banen voor snelverkeer in twee richtingen, had fiets- en voetpaden aan weerszijden, en een aparte doorgang voor tramlijn 1 en bussen.
De tunnel vond zijn oorsprong in het Spoorwegplan van 1953, dat erop gericht was om alle spoorovergangen in Delft ongelijkvloers te maken. De aanleg van de tunnel begon op 5 augustus 1955, de 16de verjaardag van prinses Irene. De officiële opening van de nieuwe tunnel, die inmiddels de naam Prinses Irenetunnel had meegekregen, vond plaats op 25 mei 1960. Het wegdek voor automobilisten lag lager dan voor fietsers, omdat de tunnel voor auto's hoger moest zijn. Het plafond was hetzelfde. Verder naar het noorden werd er een spoorviaduct aangelegd, verder naar het zuiden werd een fietstunnel aangelegd. 
De Irenetunnel kreeg in 2003 op initiatief van studentenpartij STIP de status van legale graffitiplaats, waarmee het de langste legale graffitiplaats van Nederland werd. 
Begin 21ste eeuw moest de Irenetunnel wijken in het kader van het spoorzoneproject. Ideeën om de Irenetunnel te behouden en er een bus- of treinstation te maken werden wegens onhaalbaar of onpraktisch terzijde geschoven. De tunnel werd tussen 2011 vanaf 2016 in fases gesloopt, om het verkeer zo min mogelijk te hinderen. De naam van de Irenetunnel leeft na de sloop voort in de Ireneboulevard. Waar de tunnel lag gaat de Ireneboulevard tegenwoordig in de Westlandseweg over.